# 国立科学博物館大学パートナーシップ
国立科学博物館 大学パートナーシップは学生のリテラシー向上やサイエンスコミュニケーション能力向上を目的に、国立科学博物館が行っている外部教育機関（大学をはじめとする教育法人）との連携事業。

## 連携の内容

### 施設利用
加盟大学に在籍する学生は、国立科学博物館の常設展を無料（通常:630円）、特別展を630円引き（通常:1300～1400円）で利用できるほか、付属自然教育園、筑波実験植物園も無料で利用が可能となる。入館（入園）の際には必ず、各施設の窓口で学生証を提示し大学パートナーシップ入館券を発行してもらう必要がある。